# Erick Koenreich
Erick Stevens (12 de marzo de 1982) es un luchador profesional estadounidense. Stevens lucha en el circuito independiente, más notable en Ring of Honor y Full Impact Pro.

## Carrera

### NWA Florida
En mayo de 2003, Stevens debutó luego de entrenar con Roderick Strong. Comenzó en NWA Florida, donde eventualmente ganó el Rage in the Cage 2005. Luego ganó la lucha anual cage match battle royal; el ganador era recompensado con una oportunidad titular.

### Full Impact Pro
En 2005, Stevens debutó para Full Impact Pro como el compañero de Steve Madison para formar The Miracle Violence Connection. Luego de feudar con The Fast & The Furious (Jerrelle Clark y Jay Fury), The Miracle Violence Connection entró en un feudo con Sal Rinauro y Colt Cabana que terminó en una derrota en mayo de 2005 en una Street Fight. Luego de perder la lucha Madison traicionó a Stevens haciéndole un piledriver. Stevens y Madison entraron en un feudo q duró la mayoría de 2006, terminando su feudo en una brutal y sangrienta Dog Collar Match, donde Stevens salió triunfante.
El 10 de marzo de 2007, Stevens derrotó a Shingo, Delirious, y Roderick Strong para convertirse en el primer Campeón de FIP Florida Heritage. Luego defendió contra luchadores como Nigel McGuinness, Claudio Castagnoli, y Delirious. Luego de haber defendido exitosamente numerosas veces, Sal Rinauro se convirtió en el nuevo campeón, al golpear a Stevens con su propio título.
En ROH's Final Battle 2007, Stevens derrotó a Roderick Strong para ganar el Campeonato Peso Pesado de FIP. Stevens defendió exitosamente contra Austin Aries y Bryan Danielson antes de perderlo contra Roderick Strong. El 26 de abril de 2008, Stevens luchó por el título en una Last Man Standing. El 19 de julio, Stevens recobró el título al derrotar a Strong en una Dog Collar match. El 23 de agosto de 2008, Stevens perdió el título contra Go Shiozaki.
El 20 de diciembre de 2008, Stevens hizo pareja con Roderick Strong para derrotar a Kenny King y Jason Blade y convertirse en los nuevos Campeones en parejas de FIP. El 3 de octubre de 2009, Strong traicionó a Stevens luego de perder los títulos contra Chris Gray y Tommy Taylor.

### Ring of Honor
El 31 de marzo de 2007, Stevens hizo su debut en ROH. Luego de esto Stevens fue llamado por Austin Aries para unirse a The Resilience. The Resilience entró en un feudo con No Remorse Corps (NRC). El feudo duró hasta Glory By Honor VI Night 2 cuando Aries desintegró The Resilience. El 30 de noviembre, Stevens regresó en Dayton y el 1 de diciembre en Chicago. Stevens hizo un gran impacto en ROH, cuando derrotó a Strong por el Campeonato Peso Pesado de FIP. Stevens hace ocasionalmente pareja con Briscoe Brothers contra NRC y The Age of the Fall.
El 6 de junio de 2008, Stevens derrotó a Necro Butcher y Brent Albright. Sin embargo, la siguiente noche Stevens fue derrotado por Strong en una Fight Without Honor.
El 6 de noviembre de 2009, Stevens se volvió heel y se unió a Embassy de Prince Nana.

## En lucha
- Movimientos finales
  - Doctor Bomb
  - Sarasota Screwdriver
- Movimientos de firma
  - Backbreaker rack
  - Corner body splash
  - Fireman's carry cutter
  - Cloverleaf invertido
  - Lariat
  - Multiple powerslam variations
    - Military press
    - Suplex
    - Front, a veces desde la tercera cuerda
    - Side

  - Multiple suplex variations
    - Belly to back
    - Overhead belly to belly
    - German

  - Pumphandle powerbomb
  - STF

- Apodos
  - "The Runaway Train"
  - "Explosive"

## Campeonatos y logros
- Alliance Wrestling Force
  - AWF Universal Championship (1 vez)
  - AWF Florida Championship (1 vez)
  - Yapro Cup Tournament
- Full Impact Pro
  - FIP Florida Heritage Championship (1 vez)
  - FIP Tag Team Championship (1 vez) – con Roderick Strong
  - FIP World Heavyweight Championship (2 veces)
- No Name Wrestling
  - NNW Universal Championship (1 vez)
- Wrestling Observer Newsletter
  - Rookie of the Year (2007)